# Orchomène (dème)
Pour les articles homonymes, voir Orchomène.
Orchomène (en grec moderne : Δήμος Ορχομενού, dhimos Orhomenoú) est un dème de la périphérie de Grèce-Centrale, dans le district régional de Béotie, en Grèce. Son siège est la localité d'Orchomène.
Il a été créé sous sa forme actuelle en 2010 dans le cadre du programme Kallikratis, par la fusion des anciens dèmes d'Orchomène et d'Akréfnio, devenus des districts municipaux.

## Histoire administrative
Un premier dème portant ce nom avait fonctionné de 1835 à 1912, avec pour sièges le village de Skripou de 1835 à 1889, puis celui de Petromagoula jusqu'en 1912 (ces deux localités ont par la suite fusionné en 1961 pour créer la nouvelle localité d'Orchomène).
Un nouveau dème portant le nom d'Orchomène a ensuite été créé en 1949, avec pour siège Petromagoula. Il a absorbé en 1997 les communautés de Karya, Loutsi, Ayios Spiridon, Ayios Dimitrios, Pavlos, Pyrgos et Dionysos, dans le cadre du programme Kapodistrias.